# Sinal de Hamman
O sinal de Hamman (mais raramente, o sinal de Hammond ou a mastigação de Hammond) é o som de mastigação, estridente, sincronizado aos batimentos cardíacos, ouvido sobre o precórdio no enfisema mediastinal espontâneo produzido pelo batimento cardíaco contra os tecidos preenchidos de ar.
Foi nomeado pelo clínico Louis Hamman, M.D. da Universidade Johns Hopkins.
Este som é ouvido melhor sobre a posição lateral esquerda. Tem sido descrito como uma série de crepitações precordiais que é correlacionada ao batimento cardíaco e não às respirações.

## Causas
A mastigação de Hammond é causada pelo pneumomediastino ou pneumopericárdio, e está associada ao ferimento traqueobronquial devido à trauma, procedimentos médicos (e.g., broncoscopia) ou ruptura de bolha pulmonar proximal.  É frequentemente vista na síndrome de Boerhaave.